# Municipio de Cuernavaca
El municipio de Cuernavaca es uno de los 36 municipios en que se encuentra dividido el estado mexicano de Morelos, se encuentra en el noroeste del estado y su cabecera es la ciudad de Cuernavaca que es además la capital del estado.

## Geografía
El municipio de Cuernavaca se encuentra localizado en la zona noroeste del estado de Morelos y tiene una extensión territorial de 151.20 kilómetros cuadrados que equivalen al 2.95% de la extensión total de Morelos, sus coordenadas geográficas extremas son 18°50′ - 19°10′ de latitud norte y 99°11′ - 99°21′ de longitud oeste, su altitud fluctúa entre el máximo de 3 000 y el mínimo de 1 100 metros sobre el nivel del mar.
El municipio limita al norte con el municipio de Huitzilac, al este con el municipio de Tepoztlán y con el municipio de Jiutepec, al sureste con el municipio de Emiliano Zapata, al sur con el municipio de Temixco y al suroeste con el municipio de Miacatlán; al oeste limita con el Estado de México, particularmente con el municipio de Ocuilan.

## Demografía
De acuerdo con los resultados del Censo de Población y Vivienda de 2020 realizado por el Instituto Nacional de Estadística y Geografía la población total del municipio de Cuernavaca es de 378 476 habitantes, de los que 178 729 son hombres y 199 747 son mujeres.

### Localidades
En el censo de 2020 el municipio de Cuernavaca contaba con 62 localidades, de las cuales 51 fueron conurbadas con la ciudad de Cuernavaca en los años posteriores.
| Código INEGI    | Localidad            | Población (2020) |
| --------------- | -------------------- | ---------------- |
| 170070001       | Cuernavaca           | 377 101          |
| 170070044       | Buenavista del Monte | 1 135            |
| 170070051       | El Cebadal           | 129              |
| 170070062       | La Carpa             | 60               |
| 170070085       | Rancho los Ciruelos  | 21               |
| 170070053       | El Fresno            | 8                |
| 170070098       | Loma del Cerro       | 8                |
| 170070081       | Loma del Cerrado     | 7                |
| 170070090       | El Bosque            | 4                |
| 170070083       | Tepeite              | 2                |
| 170070067       | El Iterero           | 1                |
| Total municipal | Total municipal      | 378 476          |

#### La Isla
El municipio de Cuernavaca cuenta con un conjunto de colonias que forman una peculiar "isla" dentro de su territorio. Sin embargo, estas colonias solo son accesibles a través del municipio de Temixco, ya que se encuentran rodeadas por colonias pertenecientes a este último.
Las colonias que conforman esta "isla" son Lázaro Cárdenas, Ampliación Lázaro Cárdenas, 1ro de Mayo, Ajonjolinar y 28 de Marzo. Históricamente, debido a su lejanía y falta de conexión con la cabecera municipal, estas colonias han experimentado la falta de diversos servicios básicos o su deficiencia. Es común encontrar calles sin pavimentación o en mal estado, lo cual contrasta notablemente al transitar por estas colonias en comparación con las colonias vecinas de Temixco. Estos límites geográficos también han sido objeto de marginación y se han convertido en puntos de inseguridad, dado que las autoridades municipales se encuentran alejadas, mientras que las fuerzas del orden en Temixco argumentan que estos lugares están fuera de su jurisdicción.

## Política

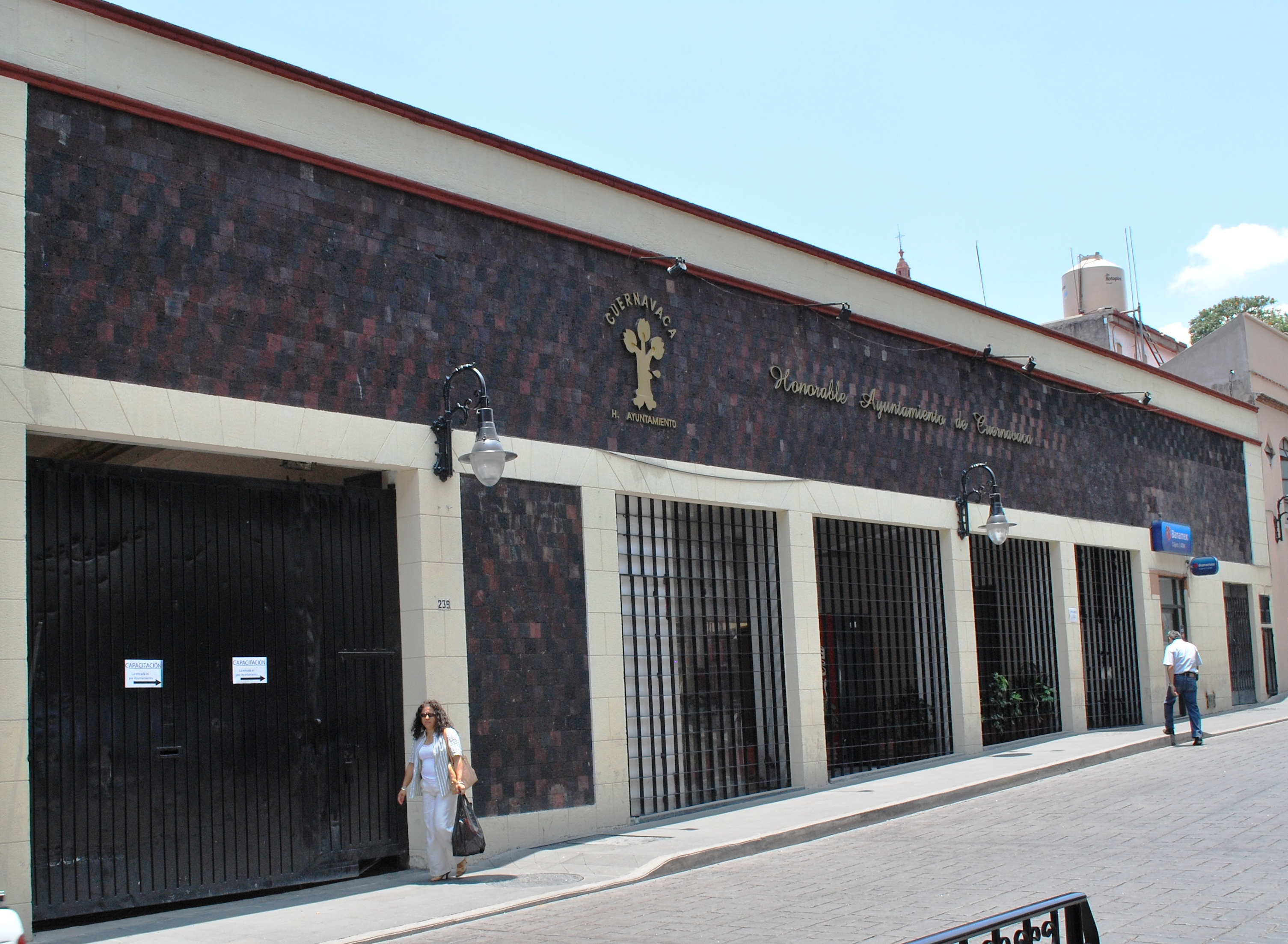
Palacio del Ayuntamiento

El gobierno del municipio de Cuernavaca le corresponde a su Ayuntamiento, que se encuentra integrado por el presidente municipal, un Síndico y un cabildo compuesto por quince regidores, los cuales son electos por la fórmula de mayoría simple y consciente mayor. El ayuntamiento es electo mediante voto universal, directo y secreto para un periodo de tres años que no son renovables para el periodo inmediato pero si de forma no continua; todos entran a ejercer su cargo el día 1 de enero del siguiente año de la elección.

### Subidivisión administrativa
El municipio de Cuernavaca se divide para su administración interior en ocho delegaciones: Emiliano Zapata, Plutarco Elías Calles, Benito Juárez, Miguel Hidalgo, Antonio Barona, Vicente Guerrero, Lázaro Cárdenas y Mariano Matamoros.

### Representación legislativa
Para la elección de Diputados locales al Congreso de Morelos y de Diputados federales al Congreso de la Unión, el municipio de Cuenavaca se encuentra integrado en los siguientes distritos electorales:
Local:
- Distrito electoral local 1 de Morelos con cabecera en la ciudad de Cuernavaca.
- Distrito electoral local 2 de Morelos con cabecera en la ciudad de Cuernavaca.

Federal:
- Distrito electoral federal 1 de Morelos con cabecera en la ciudad de Cuernavaca.[11]

### Presidentes municipales
| Título                                   | Presidente Municipal    | Inicio del mandato | Término del mandato     | Notas                                |
| ---------------------------------------- | ----------------------- | ------------------ | ----------------------- | ------------------------------------ |
| 1.er Presidente Municipal Constitucional | Salvador S. Saavedra    | 1 de enero de 1929 | 31 de diciembre de 1929 | Primer Presidente Municipal          |
| 2.º Presidente Municipal Constitucional  | Ignacio Oliveros        | 1 de enero de 1930 | 1931                    |                                      |
| Presidente Municipal Interino            | Crisóforo Albarran      | 1931               | 1931                    | Primer Presidente Municipal Interino |
| 3.er Presidente Municipal Constitucional | Juan Olavarría          | 1 de enero de 1932 | 31 de diciembre de 1932 |                                      |
| 4.º Presidente Municipal Constitucional  | Julio Adán              | 1 de enero de 1933 | 31 de diciembre de 1934 |                                      |
| 5.º Presidente Municipal Constitucional  | Juan Olavarría          | 1 de enero de 1935 | 31 de diciembre de 1936 |                                      |
| 6.º Presidente Municipal Constitucional  | Lucio Villasana         | 1 de enero de 1937 | 31 de diciembre de 1937 |                                      |
| 7.º Presidente Municipal Constitucional  | Manuel Gándara Mendieta | 1 de enero de 1938 | 31 de diciembre de 1939 |                                      |
| Presidente Municipal Interino            | Alfonso Alemán          | 1939               | 1939                    |                                      |
| 8.º Presidente Municipal Constitucional  | Manuel Aranda           | 1 de enero de 1940 | 31 de diciembre de 1942 |                                      |
| 9.º Presidente Municipal Constitucional  | José Cuevas             | 1 de enero de 1943 | 31 de diciembre de 1944 |                                      |
| 10.º Presidente Municipal Constitucional | Matías Polanco Castro   | 1 de enero de 1945 | 31 de diciembre de 1946 |                                      |
| 11.º Presidente Municipal Constitucional | Gilberto García Pacheco | 1 de enero de 1946 | 31 de diciembre de 1948 |                                      |
| 12.º Presidente Municipal Constitucional | Luis Sedano Montes      | 1 de enero de 1949 | 31 de diciembre de 1950 |                                      |
| 13.º Presidente Municipal Constitucional | Luis Flores Sobral      | 1950               | 1950                    |                                      |
| 14.º Presidente Municipal Constitucional | Luis Alarcón González   | 1 de enero de 1951 | 31 de diciembre de 1952 |                                      |
| 15.º Presidente Municipal Constitucional | Eduardo Díaz Garcilazo  | 1 de enero de 1953 | 31 de diciembre de 1954 |                                      |
| 16.º Presidente Municipal Constitucional | Felipe Rivera Crespo    | 1 de enero de 1955 | 31 de diciembre de 1956 |                                      |
| 17.º Presidente Municipal Constitucional | Manuel Dehesa           | 1 de enero de 1957 | 31 de diciembre de 1958 |                                      |
| 18.º Presidente Municipal Constitucional | Lorenzo Jiménez         | 1 de enero de 1959 | 31 de diciembre de 1961 |                                      |
| 18.º Presidente Municipal Constitucional | Sergio Jiménez Benítez  | 1 de enero de 1962 | 31 de diciembre de 1962 |                                      |
| 19.º Presidente Municipal Constitucional | Modesto Reyes Ramírez   | 1 de enero de 1963 | 31 de diciembre de 1963 |                                      |
| 20.º Presidente Municipal Constitucional | Valentín López González | 1 de enero de 1964 | 31 de diciembre de 1966 |                                      |
| 21.º Presidente Municipal Constitucional | Felipe Rivera Crespo    | 1 de enero de 1967 | 31 de diciembre de 1969 |                                      |
| 22.º Presidente Municipal Constitucional | Crisóforo Ocampo        | 1 de enero de 1970 | 31 de diciembre de 1970 |                                      |
| 23.º Presidente Municipal Constitucional | Ramón Hernández Navarro | 1 de enero de 1971 | 31 de diciembre de 1973 |                                      |
| 24.º Presidente Municipal Constitucional | David Jiménez González  | 1 de enero de 1974 | 31 de diciembre de 1976 |                                      |
| 25.º Presidente Municipal Constitucional | Porfirio Flores Ayala   | 1 de enero de 1977 | 31 de diciembre de 1979 |                                      |
| 26.º Presidente Municipal Constitucional | José Castillo Pombo     | 1 de enero de 1980 | 31 de diciembre de 1982 |                                      |
| 27.º Presidente Municipal Constitucional | Sergio Figueroa Campos  | 1 de enero de 1983 | 31 de diciembre de 1984 |                                      |

| Título                                    | Presidente Municipal              | Partido político | Partido político | Inicio del mandato      | Término del mandato     | Notas                                                                |
| ----------------------------------------- | --------------------------------- | ---------------- | ---------------- | ----------------------- | ----------------------- | -------------------------------------------------------------------- |
| 28.º Presidente Municipal Constitucional  | Juan Salgado Brito                |                  |                  | 1 de junio de 1985      | 31 de mayo de 1988      | Primer presidente municipal del Partido Revolucionario Institucional |
| Presidenta Municipal interina             | Eloísa Guadarrama                 |                  |                  | 1988                    | 1988                    |                                                                      |
| 29.º Presidente Municipal Constitucional  | Julio Mitre                       |                  |                  | 1 de junio de 1988      | 8 de agosto de 1990     |                                                                      |
| 30.º Presidente Municipal Constitucional  | Sergio Estrada Cajigal Barrera    |                  |                  | 9 de agosto de 1990     | 31 de mayo de 1991      |                                                                      |
| 31.er Presidente Municipal Constitucional | Luis Flores Ruiz                  |                  |                  | 1 de junio de 1991      | 31 de mayo de 1994      |                                                                      |
| 32.º Presidente Municipal Constitucional  | Alfonso Sandoval Camuñas          |                  |                  | 1 de junio de 1994      | 3 de diciembre de 1995  |                                                                      |
| Presidenta Municipal Interina             | Sara Olivia Parra Téllez          |                  |                  | 3 de diciembre de 1995  | 31 de mayo de 1997      |                                                                      |
| 33.er Presidente Municipal                | Sergio Estrada Cajigal Ramírez    |                  |                  | 1 de junio de 1997      | 8 de octubre de 1999    | Primer presidente municipal del Partido Acción Nacional              |
| Presidente Municipal Interino             | Oscar Sergio Hernández Benítez    |                  |                  | 8 de octubre de 1999    | 31 de diciembre de 2000 |                                                                      |
| 34.º Presidente Municipal Constitucional  | José Raúl Hernández Ávila         |                  |                  | 1 de enero de 2001      | 31 de diciembre de 2003 |                                                                      |
| 35.º Presidente Municipal Constitucional  | Adrián Rivera Pérez               |                  |                  | 1 de enero de 2004      | 19 de diciembre de 2005 |                                                                      |
| Presidenta Municipal Interina             | Norma Alicia Popoca Sotelo        |                  |                  | 20 de diciembre de 2005 | 31 de diciembre de 2006 |                                                                      |
| 36.º Presidente Municipal Constitucional  | Jesús Giles Sánchez               |                  |                  | 1 de enero de 2007      | 31 de diciembre de 2009 |                                                                      |
| Presidente Municipal Interino             | Joaquín Roque González Cerezo     |                  |                  | 17 de marzo de 2008     | 23 de julio de 2008     |                                                                      |
| 37.º Presidente Municipal Constitucional  | Manuel Martínez Garrigós          |                  |                  | 1 de enero de 2010      | 30 de marzo de 2012     |                                                                      |
| Presidente Municipal Interino             | Rogelio Sánchez Gatica            |                  |                  | 30 de marzo de 2012     | 31 de diciembre de 2012 |                                                                      |
| 38.º Presidente Municipal Constitucional  | Jorge Morales Barud               |                  |                  | 1 de enero de 2013      | 31 de diciembre de 2015 |                                                                      |
| 39.º Presidente Municipal Constitucional  | Cuauhtémoc Blanco Bravo           |                  |                  | 1 de enero de 2016      | 2 de abril de 2018      | Primer presidente municipal del Partido Socialdemócrata de Morelos   |
| Presidenta Municipal Interina             | Denisse Arizmendi Villegas        |                  |                  | 3 de abril de 2018      | 11 de abril de 2018     |                                                                      |
| Presidente municipal interino             | Manuel Hernández Limonchi         |                  |                  | 12 de abril de 2018     | 31 de diciembre de 2018 |                                                                      |
| 40.º Presidente Municipal Constitucional  | Francisco Antonio Villalobos Adán |                  |                  | 1 de enero de 2019      | 31 de diciembre de 2021 | Primer presidente municipal del Movimiento de Regeneración Nacional  |
| 41.er Presidente Municipal Constitucional | José Luis Urióstegui Salgado      |                  |                  | 1 de enero de 2022      | En el cargo             |                                                                      |

- Fuente:[12][13]